# Pichilemu
Pichilemu (w języku mapodungun "Mały Las") – turystyczne miasto i gmina w środkowej części Chile. Jest stolicą Prowincji Cardenal Caro. 

## Geografia
Pichilemu leży 126 km na zachód od San Fernando i bezpośrednio graniczy z Oceanem Spokojnym. Sąsiaduje z gminami Placilla, Nancagua, Chépica, Santa Cruz, Pumanque, Palmilla, Peralillo, Navidad, Lolol, Litueche, La Estrella, Chile, Marchihue i Paredones, jest częścią dystryktu elektoralnego N° 35 i należy do Regionu O'Higgins. 

## Historia
Miejscowość została założona 6 października 1845 roku.

## Turystyka
Plaża w Pichilemu jest jednym z najbardziej znanych miejsc do uprawiania surfingu, szczególnie w sektorze Punta de Lobos, gdzie odbywają się często zawody. Miejscowość jest także częstym miejscem łowienia ryb i agrokultury.

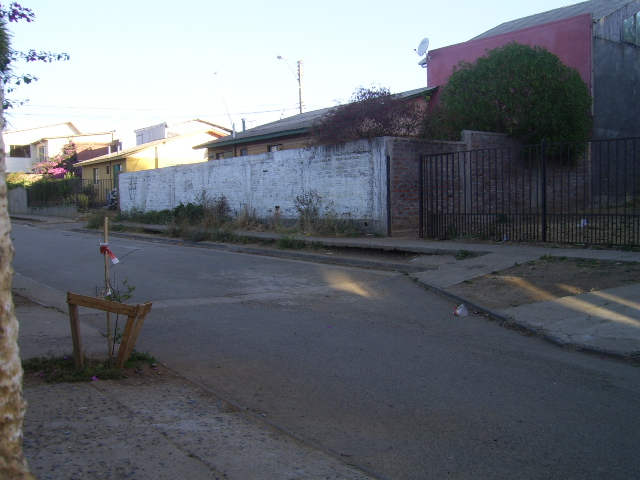
Jedna z części miasta